# توماس إف. دونيلي
توماس إف. دونيلي هو قاضي ومحامي وسياسي أمريكي، ولد في 13 ديسمبر 1863 في نيويورك في الولايات المتحدة، وتوفي في 1 نوفمبر 1924. نشط حزبياً في الحزب الديمقراطي. وقد انتخب عضو جمعية ولاية نيويورك ‏ وانتخب عضو مجلس ولاية نيويورك ‏.